# قاو هونج
قاو هونج (بالصينية: 高红) (27 نوفمبر 1967 في الصين - ) هي لاعبة كرة قدم صينية في مركز حراسة المرمى، شاركت في الألعاب الأولمبية الصيفية 1996 والألعاب الأولمبية الصيفية 2000.

## وصلات خارجية
- قاو هونج على موقع الاتحاد الدولي (مؤرشف)  (الإنجليزية)
- قاو هونج على موقع قاعدة بيانات كرة القدم.إي يو (الإنجليزية)
- قاو هونج على موقع أوليمبيديا (الإنجليزية)
- قاو هونج على موقع اللجنة الأولمبية الصينية (الإنجليزية)